# 上切纳泰
上切纳泰（義大利語：Cenate Sopra）是意大利贝加莫省的一个市镇。总面积6.93平方公里，人口2518人，人口密度363.3人/平方公里（2009年）。国家统计（ISTAT）代码为016068。